# Léo Ferré

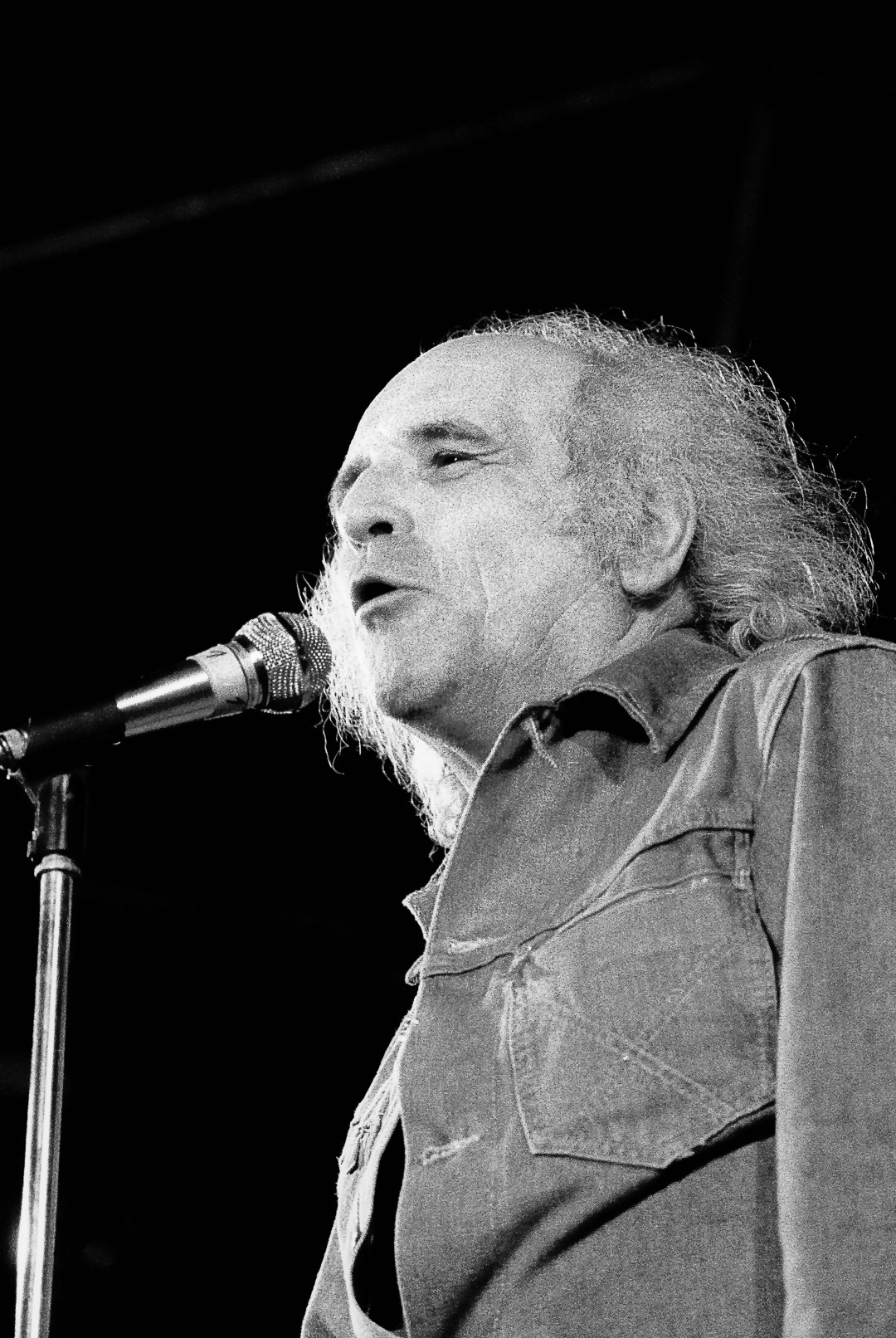
Léo Ferré 1973.

Léo Ferré, född 24 augusti 1916 i Monaco, död 14 juli 1993 i Castellina in Chianti, Toscana, var en monegaskisk-fransk poet och vissångare i den franska chansontraditionen. 
Ferré var anarkist och hans viskonst befann sig mellan poesi och engagemang. Han tonsatte för övrigt dikter av framstående franska klassiker som Charles Baudelaire, Paul Verlaine, Arthur Rimbaud, Guillaume Apollinaire och Louis Aragon. 
Hans sånger finns tolkade till svenska av Lars Forssell, exempelvis Snurra min jord, som framförts av Jan Malmsjö och De fattigas piano insjungen av Ulla Sjöblom & Sven-Bertil Taube (varsin inspelning).

## Diskografi
- 1953: Paris canaille
- 1954: Chansons de Léo Ferré
- 1954: Le Piano du pauvre
- 1955: Le Guinche
- 1955: Récital Léo Ferré à l'Olympia (live)
- 1957: Les Fleurs du mal
- 1957: La Chanson du mal-aimé
- 1958: Léo Ferré à Bobino (live)
- 1958: Encore du Léo Ferré
- 1960: Paname
- 1961: Les Chansons d'Aragon
- 1961: Les chansons interdites… et autres
- 1961: Récital à l'Alhambra (live)
- 1962: La Langue française
- 1964: Ferré 64
- 1964: Verlaine et Rimbaud chantés par Léo Ferré
- 1966:  Léo Ferré 1916-19…
- 1967: Cette chanson (La Marseillaise)
- 1967: Léo Ferré chante Baudelaire
- 1969: L'Été 68
- 1969: Récital 1969 à Bobino (live)
- 1969: Les Douze Premières Chansons de Léo Ferré
- 1970: Amour Anarchie
- 1971: La Solitude
- 1972: La Chanson du Mal-Aimé, de Guillaume Apollinaire
- 1972: La Solitudine
- 1973: Il n'y a plus rien
- 1973: Seul en scène (Olympia 72, live)
- 1973: Et… basta !
- 1974: L'Espoir
- 1975: Ferré muet dirige…
- 1976: Je te donne
- 1977: La musica mi prende come l'Amore
- 1977: La Frime
- 1979: Il est six heures ici et midi à New York
- 1980: La Violence et l'Ennui
- 1982: L'Imaginaire
- 1984: Léo Ferré au Théâtre des Champs-Élysées (live)
- 1985: Les Loubards
- 1986: Léo Ferré au Théâtre libertaire de Paris (live)
- 1987: On n'est pas sérieux quand on a dix-sept ans
- 1988: Léo Ferré au Théâtre libertaire de Paris (live)
- 1990: Les Vieux Copains
- 1990: Léo Ferré au Théâtre libertaire de Paris (live)
- 1991: Une saison en enfer

### Publicerat potstumt
- 1998: La Vie d'artiste : les années Le Chant du Monde 1947–1953
- 2000: Métamec
- 2000: Le Temps des roses rouges
- 2001: Sur la scène (Lausanne 73, live)
- 2001: Un chien à Montreux (Montreux 73, CD maxi, live)
- 2004: De sac et de cordes
- 2004: Maudits soient-ils !
- 2006: La Mauvaise Graine
- 2008: Les Fleurs du mal, suite et fin

### Samlingsalbum
- 1972: Avec le temps: les chansons d'amour de Léo Ferré (1962–72)
- 1990: Léo chante Ferré (1960–74, 2 CDs)
- 1998: Thank you Ferré (1960–74, 3 CDs)
- 2003: Les Années toscanes (1975–92, 1 CD)
- 2013: Best of Léo Ferré (1960-74, 2 CD)

### På svenska
- Sven-Bertil Taube sjunger Leo Ferré. LP. Emi : 7C 062-35890. 1981.